# 東京 - 高岡・氷見線

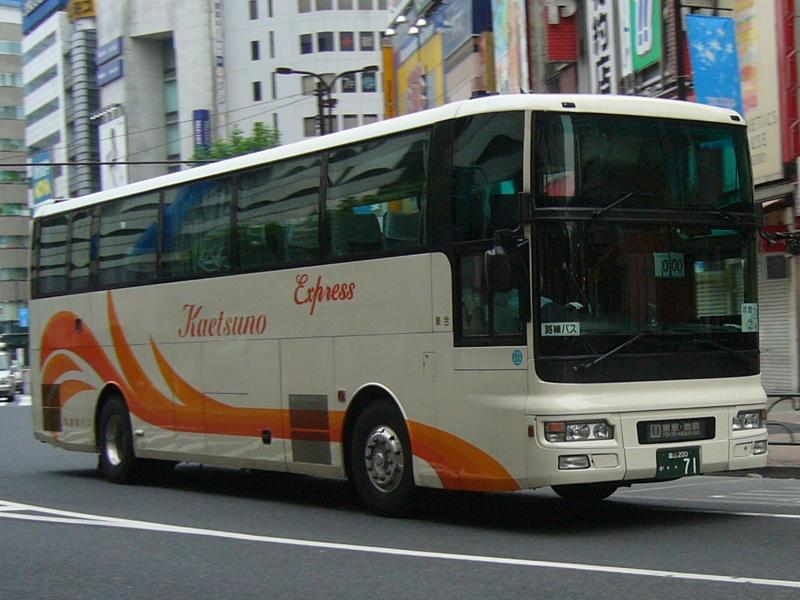
東京 - 高岡・氷見線（加越能鉄道）

東京 - 高岡・氷見線（とうきょう - たかおか・ひみせん）とは、東京都渋谷区・豊島区と富山県氷見市を結ぶ西武バスと加越能バスが共同で運行していた高速バス路線である。運行距離が比較的長く昼行便と夜行便が設定されていた。全便座席指定制のため、乗車には予約が必要だった。
2017年5月15日、従来より西武バスと富山地方鉄道が共同で運行してきた富山線と統合し、新たに富山・高岡・氷見線として運行を開始した。
以下の記述はすべて路線統合時点における状況である。

## 沿革
- 1994年12月9日 - 運行開始。
- 2004年10月23日 - 新潟県中越地震の影響で関越自動車道が通行止めのため一時期上信越自動車道を迂回運行。
- 2005年10月 - 使用車両を原則独立3列シート車に変更。
- 2006年11月1日 - 運行経路を上信越自動車道に正式に変更。
- 2007年8月1日 - サンシャインプリンスホテル乗り入れ廃止。
- 2012年10月1日 - 新宿駅西口へ乗り入れ開始。
- 2016年4月4日 - 新宿側の乗り場をバスタ新宿に変更[1]。
- 2017年5月15日 - 富山線と統合し、新たに富山・高岡・氷見線として運行開始[2][3]。

## 運行会社
- 西武バス練馬営業所
  - 下り3便、上り2便を担当。
- 加越能バス
  - 下り1便、上り4便を担当。

続行便は運行会社が変更される場合があった。
1便のみ池袋駅東口始発で、3・4便は夜行便。

## 運行経路
- バスタ新宿（1便を除く） - 池袋駅東口 - 下落合駅 - 練馬駅（練馬区役所前） - （関越自動車道） - 川越的場 - （関越自動車道） - （上信越自動車道） - （北陸自動車道） - 砺波駅南 - 砺波市役所前 - 戸出コミュニティセンター前 - 高岡駅前 - 氷見営業所

原則として関越道上里サービスエリア、上信越道松代パーキングエリア、北陸道越中境パーキングエリアで休憩を行っていたが、夜行便については2015年12月1日から上里と越中境の2か所に変更された（夜行の松代は乗務員交代と車両点検のみ）。

## 使用車両

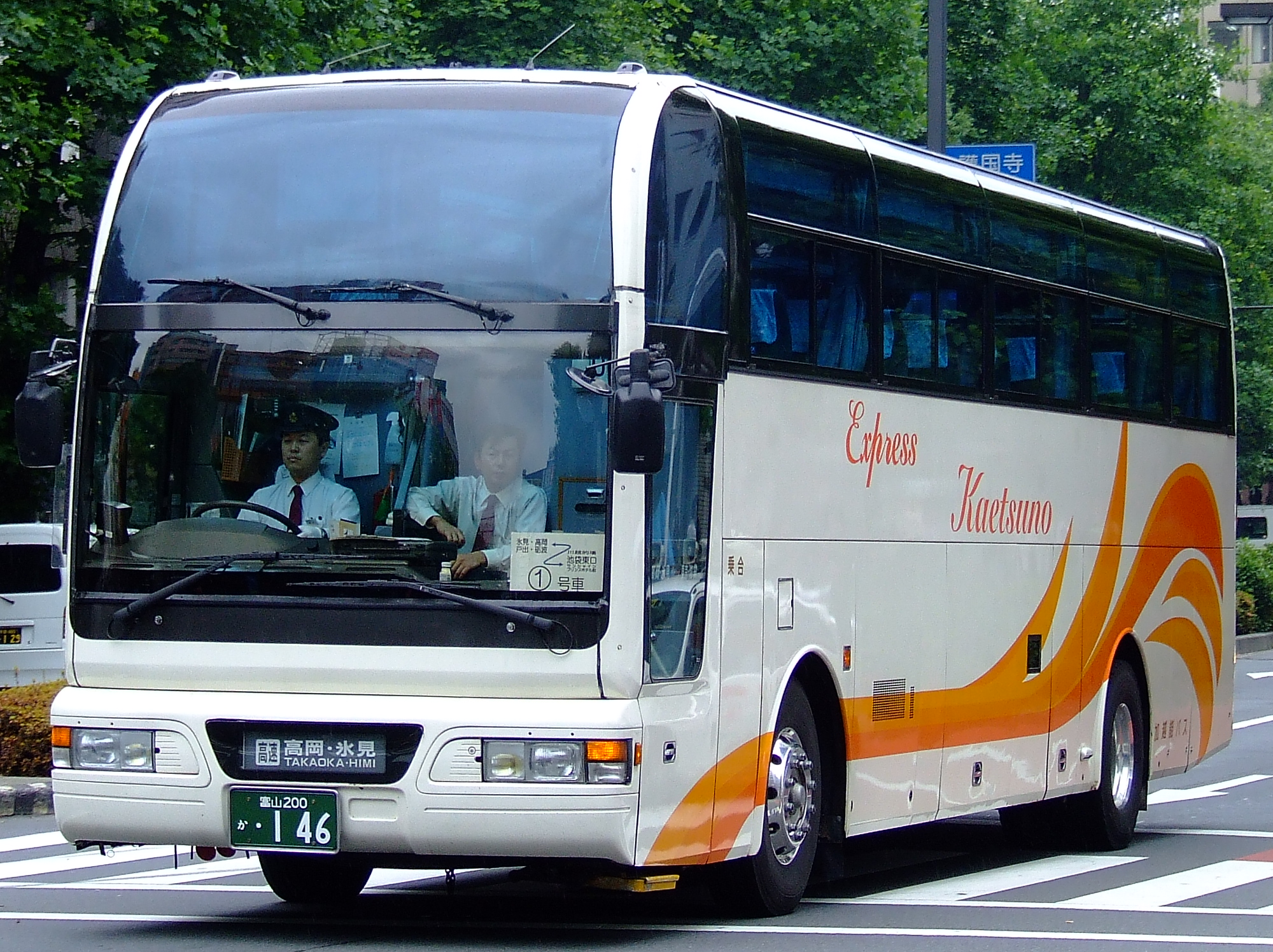
元西武バスの車両（加越能バス）

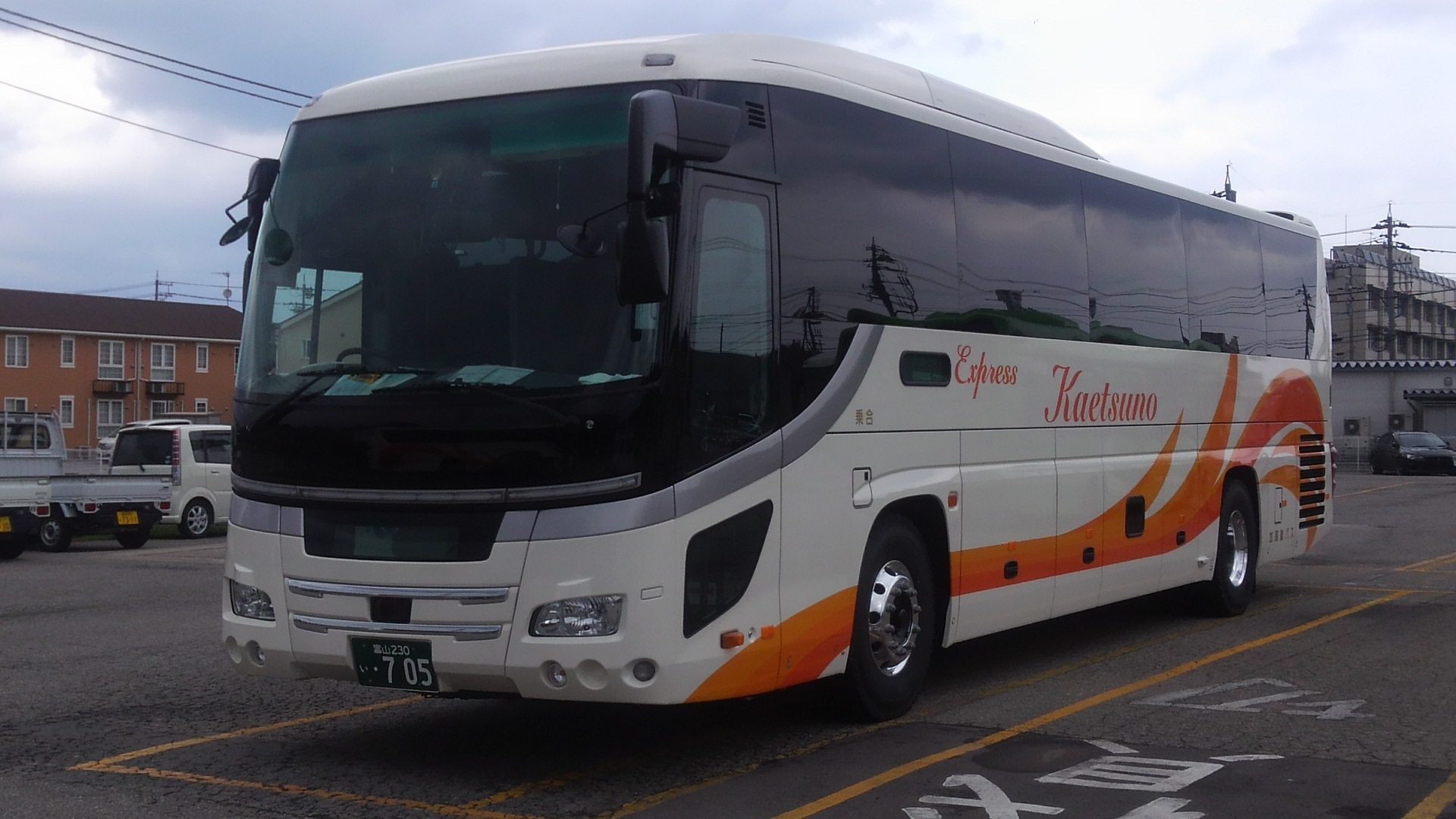
以前はUD車一辺倒だった加越能の高速車も、現在では日野セレガが主流になりつつある。

- 両社とも原則UDトラックス（旧:日産ディーゼル） スペースアロースーパーハイデッカー独立3列シート車が使用されてきたが、同社のバス生産からの撤退もあり、西武はいすゞ・ガーラ、加越能は日野・セレガへの置き換えが進んでいる。続行便については4列シート車が使用される場合があった。
- 加越能バスには4列シート車からの改造車や西武バスからの転籍車等も在籍している。